# Río Yaguarón
Para otros significados de Yaguarón, ver Yaguarón.
La cuenca hidrográfica del río Yaguarón (Rio Jaguarão en portugués) se sitúa al sudoeste del estado de Río Grande del Sur en Brasil y al nordeste del departamento de Cerro Largo en Uruguay. Esta cuenca forma parte de la cuenca binacional de la laguna Merín y cuenta con un área de aproximadamente 7.400 km2, de los cuales el 78% se encuentra en territorio brasileño mientras que el 22% restante está en territorio uruguayo. Sus nacientes se encuentran en el municipio de Bagé y los principales centros urbanos con influencia en la cuenca son las ciudades de Bagé y Jaguarão en Brasil, y Río Branco, Aceguá y Melo en Uruguay.

## Hidrografía
Los principales afluentes del lado brasileño son los arroyos Candiota, Jaguarão Chico, Sao José, Butia, do Bote, do Meio y do Telho, mientras que del lado uruguayo se distinguen el arroyo de las Cañas, el arroyo Sarandí del Barcelo y el arroyo Sarandí. 
Sobre la cuenca predomina la cobertura vegetal del tipo estepa o pradera.

### Cruces
En marzo de 2023 se anunció la construcción de un nuevo puente sobre el río que une las ciudades Jaguarão y Río Branco, además de que se reparará el Puente Internacional Barón de Mauá que es el que conecta actualmente dichas ciudades y es considerado patrimonio nacional.

## Actividades comerciales e industriales
La estructura productiva de la cuenca está basada en el sector agropecuario. En Uruguay predomina la producción de arroz, forestal, carne y productos lácteos. En Brasil se destacan la siembra de cereales (como arroz, soja, trigo, sorgo y cebada), la silvicultura, la fruticultura (uva, sandía, naranja y durazno) además de la ganadería. También se destacan actividades mineras de carbón y cal en el municipio de Candiota.

## Medio ambiente
A sus orillas se encuentra el paisaje protegido Paso Centurión y Sierra de Ríos, una de las zonas con mayor biodiversidad de Uruguay.
En la margen derecha, cerca de la ciudad de Río Branco, el río experimenta un proceso erosivo que motivó que, a partir de los años 60, la Dirección Nacional de Hidrografía del Ministerio de Transporte y Obras Públicas de Uruguay construyera obras de control y defensa de la zona costera.